# Kimball (Virgínia de l'Oest)
Kimball és una població dels Estats Units a l'estat de Virgínia de l'Oest. Segons el cens del 2000 tenia 411 habitants.

## Demografia
Segons el cens del 2000, Kimball tenia 411 habitants, 166 habitatges, i 107 famílies. La densitat de població era de 610,3 habitants per km².
Dels 166 habitatges en un 22,3% hi vivien nens de menys de 18 anys, en un 33,1% hi vivien parelles casades, en un 27,1% dones solteres, i en un 35,5% no eren unitats familiars. En el 33,7% dels habitatges hi vivien persones soles el 20,5% de les quals corresponia a persones de 65 anys o més que vivien soles. El nombre mitjà de persones vivint en cada habitatge era de 2,48 i el nombre mitjà de persones que vivien en cada família era de 3,12.
Per edats la població es repartia de la següent manera: un 24,1% tenia menys de 18 anys, un 10,7% entre 18 i 24, un 18,2% entre 25 i 44, un 23,4% de 45 a 60 i un 23,6% 65 anys o més.
L'edat mediana era de 42 anys. Per cada 100 dones de 18 o més anys hi havia 62,5 homes.
La renda mediana per habitatge era de 17.333 $ i la renda mediana per família de 21.429 $. Els homes tenien una renda mediana de 23.750 $ mentre que les dones 21.250 $. La renda per capita de la població era de 10.269 $. Entorn del 23,6% de les famílies i el 33,2% de la població estaven per davall del llindar de pobresa.

## Poblacions més properes
El següent diagrama mostra les poblacions més properes.